# Scaphitidae
Scaphitidae Gill, 1871, po polsku często skafity – rodzina amonitów kredowych.
Skafity to amonity heteromorficzne (odznaczające się kształtem innym od typowego dla tej grupy regularnego planispiralnego zwinięcia). Przedstawiciele tej rodziny znani są od górnego albu do górnego mastrychtu, a być może również z najniższego danu. W wypadku potwierdzenia tych ostatnich danych byłyby to jedyne amonity, które przeżyły wymieranie kredowe, choć i tak wymarły około pół miliona lat później.
Nazwa rodziny pochodzi od typowego rodzaju Scaphites Parkinson, 1811, której źródłosłów to greckie słowo σκάφη  „coś wydrążonego”.
Skafity były szeroko rozpowszechnione; szczególnie dobrze poznani są przedstawiciele tej rodziny z górnej kredy Ameryki Północnej (morze epikontynentalne zwane Morzem Środkowego Zachodu, ang. Western Interior Seaway). W Polsce skafity (z rodzajów Hoploscaphites i Acanthoscaphites) występują w skałach kredowych, odsłaniających się na Wyżynie Lubelskiej, w szczególności w Małopolskim Przełomie Wisły.